# Markus Villig

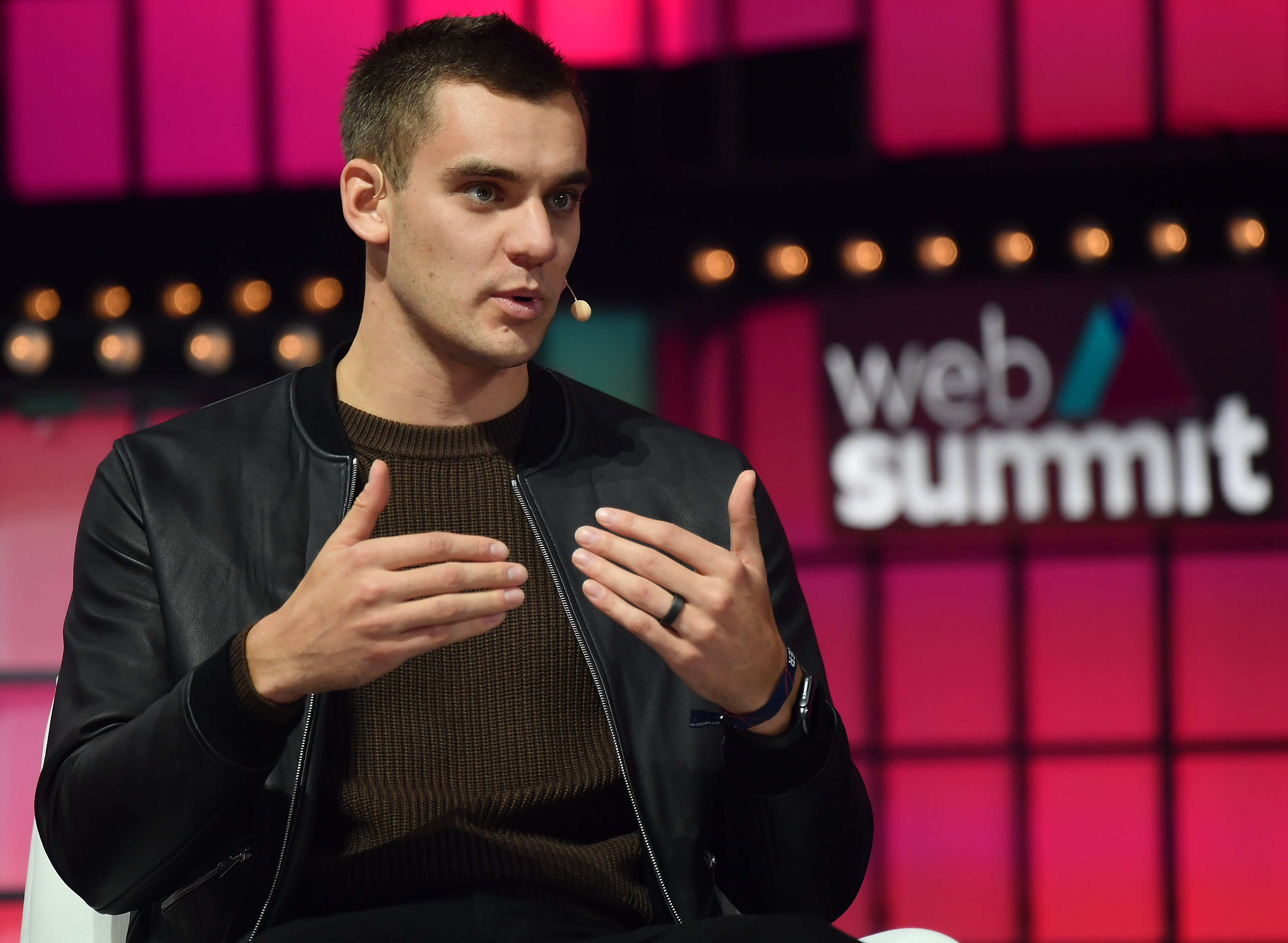
Markus Villig (2021)

Markus Villig (* 17. Dezember 1993) ist ein estnischer Unternehmer. Er ist Gründer und CEO des Mobilitätsunternehmens Bolt Technology. Villig wurde bekannt als jüngster europäischer Gründer eines Start-ups mit Milliardenbewertung (Einhorn). Forbes schätzte sein Vermögen 2023 auf 700 Millionen US-Dollar.

## Leben
Villig wollte schon als Schüler ein Technologieunternehmen gründen und wurde von der estnischen Start-up-Erfolgsgeschichte Skype inspiriert. Nachdem er im Frühjahr 2013 sein Abitur in Tallinn gemacht hatte, begann Markus im Alter von 19 Jahren mit der Entwicklung von Bolt (ursprünglich als Taxify bekannt). Mit einem Darlehen seiner Familie in Höhe von 5.000 € konnte er den ersten Prototyp der App entwickeln, während er persönlich Fahrer auf den Straßen Tallinns rekrutierte. Sein angefangenes Informatikstudium an der Universität Tartu brach er nach einem Semester ab, um sich Vollzeit seinem Unternehmen widmen zu können.
Villigs ursprüngliches Ziel war es, alle Taxis in den baltischen Staaten in einer App zu vereinen, bald darauf expandierte die App ihre Dienste jedoch in ganz Europa und darüber hinaus und wurde eins der erfolgreichsten Neugründungen des Kontinents. 2024 erreichte Bolt eine Unternehmensbewertung von knapp 14 Milliarden Euro, bei einem Umsatz von zwei Milliarden Euro.
Markus hat zahlreiche Auszeichnungen für seine Leistungen als Unternehmer erhalten. Im Jahr 2016 wurde er als jüngster CEO in die Forbes-Liste der 30 unter 30 im Baltikum aufgenommen und erhielt außerdem den Präsidentenpreis für den besten Jungunternehmer in Estland.
Im November 2022 wurde Markus für seinen Beitrag zur Unterstützung der Ukraine nach dem russischen Angriff zum Partner des estnischen Außenministeriums ernannt, das Personen auszeichnet, die die außenpolitischen Interessen des Landes unterstützen.
2025 wurde Villig in den Aufsichtsrat des schwedischen Zahlungsunternehmens Klarna aufgenommen.